# Juan Francisco Machado
Juan Francisco Machado (* im 18. Jahrhundert) war von 1781 bis 1784 Gouverneur der spanischen Kolonie Trinidad.

## Gouverneursamt
Im späten 18. Jahrhundert war die spanische Kolonie Trinidad administrativ der Intendanz von Caracas unterstellt. Machados Vorgänger als Militärgouverneur, Rafael Delgado, wurde vom Intendanten José de Abalos im Rahmen einer politischen Affäre wegen Unfähigkeit entlassen. Am 31. März 1781 wurde Machado zu seinem Nachfolger ernannt. Delgado stand während seiner Amtszeit in stetigem Streit um Zuständigkeiten mit dem Zivilgouverneur Martín de Salaverría, ein Zustand, der sich während der kurzen Amtszeit Machados nahtlos fortsetzte. Im Oktober 1783 endete die Amtszeit de Salaverrías, und mit José María Chacón wurde ein neuer Gouverneur ernannt, der erstmals seit 1779 die Ämter des Zivil- und Militärgouverneurs gleichzeitig innehaben sollte. Da Chacón aber zunächst von Spanien nach Trinidad reisen musste, wo er erst im August 1784 eintraf, wurde Machado am 18. Oktober 1783 kommissarisch auch zum Zivilgouverneur ernannt. Im Januar 1784 (nach anderen Quellen im Juni 1784) wurde Machado durch den dann amtierenden Intendanten Francisco Saavedra entlassen und Antonio Barreto an seiner statt als Gouverneur Trinidads eingesetzt. Machado protestierte vergeblich gegen seine Absetzung.